# 97-я лёгкая пехотная дивизия (вермахт)
97-я лёгкая пехотная дивизия (нем. 97. leichte Infanterie-Division, 97. Jäger-Division) — тактическое соединение сухопутных войск вооружённых сил нацистской Германии. Принимала участие во Второй мировой войне.

## История
Дивизия была сформирована 10 декабря 1940 года в регионе Баварские Альпы между Мурнау и Розенхаймом как 97-я легкопехотная дивизия. В дивизию поступали преимущественно опытные солдаты. Штаб дивизии располагался в Бад-Тёльце, этот город также считается местом формирования дивизии. В начале существования дивизия получила прозвище "Spielhahn" т.е. тетерев-косач (полевой тетерев) по предложению одного из командиров дивизии, майора Веуйраутера, что нашло свое отражение в эмблеме дивизии, на которой изображено перо тетерева. 20 мая 1941 года дивизия начала выдвижение в Словакию, ближе к границе с СССР. В тот день туда прибыло командование дивизии, через 3 дня прибыл весь личный состав. Войска располагались в Братиславе, 28 мая отправились на территорию польского Генерал-губернаторства, где провели плановые учения. 22 июня дивизия форсировала реку Сан и заняла свою позицию.
Она включена в 17-ю армию группы армий «Юг», которая наступала на Украину из Магерова. Преследуя противника и разбивая его войска на отдельные группы, которые попадали в окружение, дивизия прорвала линию обороны у Жолква, прошла через Куликов и достигла Летичева, города на «линии Сталина». Также она штурмовала Умань. В конце августа 1941 года дивизия переправилась через Днепр и создала плацдарм для наступления и к ноябрю заняла территории от Краснограда и Лозовой до Артёмовска. Там она до апреля 1942 года оборонялась от атак советских войск. При помощи частей группы армий «Центр» она удержала позиции и переправилась через Донец, после чего заняла советский плацдарм в Изюме в ходе битвы за Харьков. 6 июля 1942 года стала егерской дивизией, в ходе летнего наступления переправилась через Дон и Маныч, взяла Армавир, перешла Кубань и захватила стратегически важные нефтяные месторождения нефти близ Майкопа. Но попытка пробиться к Западному Кавказу сорвалась.
В начале 1943 года дивизия спешно отступила из Краснодара вслед за остатками 6-й полевой армии, разбитой под Сталинградом. В последующие месяцы дивизия обороняла станицы Абинская, Крымская, Молдаванская. В начале октября 1943 года дивизия отступила на Таманский полуостров, защищая Керченский пролив. В середине октября она переброшена к Мелитополю, оттуда отступила к Александровски, Самойловскому, Никоалевки, Лопаткам и к Днепру, к переходу Большая Лепетиха. В течение трёх месяцев дивизия отражала атаки противника, после чего отошла к Большой Костромке и Никопольскому плацдарму. После битвы за Днепр дивизия бежала в Молдавию и Румынию, оттуда в польский город Кельце для строительства линии Висла-Сандомир. В сентябре 1944 года бежала в словацкий Кошице, где вела бои в ходе Восточно-Карпатской операции. В начале 1945 года отступила в Верхнюю Силезию, обороняла промышленный центр Ратибор. В мае дивизии предъявлено требование о немедленной капитуляции. Дивизия отказалась капитулировать и попыталась прорваться к американцам. Причиной были не только постоянные нападения чешских партизан, но и страх перед красной армией и слухи о возможных столкновениях США и СССР. Но на линии Линц-Прага дивизия уничтожена и распалась на несколько частей, которые безуспешно пытались прорваться к американцам. Многие попали в плен к советским войскам или были уничтожены, а некоторые пропали без вести вместе с командиром дивизии Робертом Бадером.

## Командование
- Генерал-полковник Вальтер Вайсс (15 декабря 1940 — 15 января 1941)
- Генерал пехоты Сигизмунд фон Ферстер (15 января — 15 апреля 1941)
- Генерал артиллерии Максимилиан Фреттер-Пико (15 апреля — 27 декабря 1941)
- Генерал-лейтенант Эрнст Рупп (1 января 1942 — 30 мая 1943)
- Генерал-майор Фридрих-Вильгельм Отте (30 мая — 3 июня 1943)
- Генерал пехоты Людвиг Мюллер (3 июня — 12 декабря 1943)
- Генерал-лейтенант Фридрих-Карл Рабе фон Паппенхайм (13 декабря 1943 — 17 апреля 1945)
- Генерал-майор Роберт Бадер (17 апреля 1945 — 8 мая 1945)

## Зона боевых действий

### В качестве лёгкой дивизии
- Германия (декабрь 1940 — июнь 1941)
- Восточный фронт, группа армий «Юг» (июнь 1941 — июль 1942)

### В качестве егерской дивизии
- Восточный фронт, группа армий «Юг» (июль 1942 — октябрь 1944)
- Словакия, Дукельский перевал (октябрь 1944 — май 1945)

## Структура
- 204-й легкий пехотный полк
- 207-й легкий пехотный полк
- 81-й артиллерийский полк
- 97-й разведывательный батальон (с 1 июня 1942 по 1 апреля 1943 был батальоном самокатчиков)
- 97-й сапёрный батальон
- 97-й противотанковый артиллерийский дивизион
- 97-й батальон снабжения
- 97-й резервный батальон (с 1 сентября 1943 под номером 81)
- 97-й пехотный батальон связи
- 97-я ветеринарная рота
- дивизионные части обеспечения под номером 97

## Награждённые Рыцарским крестом Железного креста

### Рыцарский Крест Железного креста (33)
- Карл Филиппи, 02.11.1941 – полковник, командир 207-го пехотного полка
- Максимилиан Фреттер-Пико, 26.12.1941 – генерал-майор, командир 97-й лёгкой пехотной дивизии
- Хельмут-Вольфганг Бухлер, 06.01.1942 – капитан, командир 1-го батальона 204-го пехотного полка
- Эрнст Нобис, 21.01.1942 – капитан, командир 2-го батальона 204-го пехотного полка
- Ганс Пфайффер, 26.01.1942 – лейтенант резерва, командир 2-й роты 97-го сапёрного батальона
- Эвальд Мертенс, 22.02.1942 – капитан, командир 15-й роты 204-го пехотного полка
- Йозеф Леопольдсбергер, 14.03.1942 – фельдфебель, командир взвода 1-й роты 207-го пехотного полка
- Фридрих Хёне, 03.05.1942 – капитан, командир 3-го батальона 204-го лёгкого пехотного полка
- Йозеф Шнайдер, 27.06.1942 – обер-фельдфебель, командир взвода 11-й роты 207-го лёгкого пехотного полка
- Карл Лангезее, 10.08.1942 – капитан, командир 2-го батальона 207-го лёгкого пехотного полка
- Фридрих-Вильгельм Отте, 13.11.1942 – полковник, командир 207-го лёгкого пехотного полка
- Бруно Конц, 17.12.1942 – обер-фельдфебель, командир взвода 11-й роты 207-го лёгкого пехотного полка
- Эрнст Рупп, 07.03.1943 – генерал-лейтенант, командир 97-й лёгкой пехотной дивизии
- Пауль Якоб, 10.03.1943 – обер-лейтенант резерва, заместитель командира 1-го батальона 204-го лёгкого пехотного полка
- Карл Циглер, 08.04.1943 – майор, командир 3-го батальона 207-го лёгкого пехотного полка
- Георг Гебхардт, 15.05.1943 – капитан резерва, командир 3-го батальона 204-го лёгкого пехотного полка
- Йозеф Кастнер, 02.06.1943 – обер-егерь, командир взвода 7-й роты 207-го лёгкого пехотного полка
- Герман Линдер, 19.06.1943 – обер-фельдфебель, командир взвода и ординарец 2-го батальона 207-го лёгкого пехотного полка
- Герман Шмидт, 28.06.1943 – капитан, командир 4-го дивизиона 81-го артиллерийского полка
- Йозеф Роттер, 09.08.1943 – обер-фельдфебель, командир взвода 10-й роты 204-го лёгкого пехотного полка
- Симон Фройтшмидль, 26.08.1943 – фельдфебель, командир взвода 9-й роты 204-го лёгкого пехотного полка
- Георг Кляйн, 27.08.1943 – фельдфебель, командир взвода 15-й роты 204-го лёгкого пехотного полка
- Бернхард Брамбринк, 01.09.1943 – обер-лейтенант, командир 2-й роты 97-го сапёрного батальона
- Герберт Хортен, 02.09.1943 – лейтенант резерва, командир 12-й батареи 81-го артиллерийского полка
- Людвиг Мюллер, 25.10.1943 – генерал-лейтенант, командир 97-й егерской дивизии
- Людвиг Фляйшманн, 17.12.1943 – обер-фельдфебель, командир взвода 6-й роты 207-го лёгкого пехотного полка
- Фридрих Геб, 19.12.1943 – унтер-офицер, командир взвода 1-й роты 97-го разведывательного батальона
- Валентин Дитц, 30.12.1943 – капитан, командир 1-го батальона 204-го лёгкого пехотного полка
- Вилли Апитц, 01.01.1944 – обер-ефрейтор, радист 10-й батареи 81-го артиллерийского полка
- Эрнст Шнабль, 07.02.1944 – лейтенант резерва, командир 9-й роты 204-го лёгкого пехотного полка
- Герхард Хоппе, 04.07.1944 – унтер-офицер, передовой наблюдатель 9-й батареи 81-го артиллерийского полка
- Эберхард Мергнер, 01.02.1945 – майор, командир 207-го лёгкого пехотного полка
- Фридрих-Карл Рабе фон Паппенхайм, 30.04.1945 – генерал-лейтенант, командир 97-й лёгкой пехотной дивизии

### Рыцарский Крест Железного креста с Дубовыми листьями (5)
- Эрнст Нобис (№ 151), 05.12.1942 – оберстлейтенант, командир 204-го лёгкого пехотного полка
- Бруно Конц (№ 207), 06.03.1943 – обер-фельдфебель, командир взвода 11-й роты 207-го лёгкого пехотного полка
- Карл Лангезее (№ 211), 15.03.1943 – майор, командир 2-го батальона 207-го лёгкого пехотного полка
- Фридрих Хёне (№ 253), 08.06.1943 – майор, командир 3-го батальона 204-го лёгкого пехотного полка
- Йозеф Шнайдер (№ 389), 10.02.1944 – лейтенант, командир 13-й роты 207-го лёгкого пехотного полка